# Arsawuja
Arsawuja (Sprache des Namens ist unbekannt) war ein Stadtfürst von Ruhizza (antike Stadt im heutigen Syrien, östlich von Kadesch) in der Amarna-Zeit um 1350 v. Chr. Er ist aus verschiedenen Amarna-Briefen bekannt. Bei den sogenannten Amarna-Briefen handelt es sich um die internationale Korrespondenz der Herrscher im Nahen Osten, die an den ägyptischen Königshof gerichtet war. Die Briefe sind auf Tontafeln in Keilschrift auf Akkadisch verfasst. Akkadisch war die internationale Sprache dieser Zeit. Die Briefe fanden sich durch Zufall am Ende des 19. Jahrhunderts in Amarna, das zur fraglichen Zeit die Hauptstadt Ägyptens war, und erhielten wegen des Fundortes ihren Namen.
Die Briefe zeigen, dass die Städte der Levante in dieser Zeit stark zerstritten waren. Diverse lokale Fürsten, oftmals Vasallen der Ägypter, bekämpften sich gegenseitig. Da die Briefe nicht datiert sind, ist es schwer eine chronologische Abfolge der Ereignisse zu rekonstruieren. Arsawuja erscheint in den Briefen einerseits als Kriegsherr, der gegen ägyptisches Interesse handelte, andererseits gibt er sich gegenüber den ägyptischen Herrschern loyal.
Arsawuja wird in einem Brief von Akizzi, der König von Qatna war, genannt. Der Brief ist an Echnaton gerichtet und berichtet, dass Arsawuja sich mit Aitakama, König von Kadesch und Teuwatti von Lapana verbündet hatte und das Land Upu eingommen habe, das damit nicht mehr dem ägyptischen König gehöre.
In dem Brief von Biryawaza, Fürst von Aschtartu, berichtet dieser, dass Arsawuja die Stadt Schaddu eingenommen habe. Biryawaza bittet den ägyptischen König darum, gegen Arsawuja vorzugehen.
Arsawuja ist auch von eigenen Briefen bekannt. In einem Brief, der sich heute im Ägyptischen Museum Kairo befindet, berichtet er, dass er alle Vorkehrungen für die Ankunft von Bogenschützen treffe, wie es der ägyptische König befohlen hatte. Er bestätigt auch, dass er mit den Schützen in den Krieg ziehen werde, wenn es nötig sei. In dem Brief gibt er sich als extrem loyal gegenüber den ägyptischen König, dessen Name im Brief nicht genannt wird. Ein zweiter Brief des Arsawuja, der sich heute im Vorderasiatischen Museum Berlin befindet, ist nicht gut erhalten, so dass die eigentliche Nachricht verloren ist.